# Obermodern-Zutzendorf
Obermodern-Zutzendorf é uma comuna francesa na região administrativa de Grande Leste, no departamento Baixo Reno. Estende-se por uma área de 14,53 km². Em 2010 a comuna tinha 1 705 habitantes (densidade: 117,3 hab./km²).